# 達尼洛·奥爾蒂斯
達尼洛·奥爾蒂斯（西班牙語：Danilo Ortiz；1992年7月28日—）是一位巴拉圭足球運動員。在場上的位置是中後衛。他現在效力於意大利足球甲級聯賽球隊巴勒莫足球俱樂部。